# Cypripediinae
De Cypripediinae vormen een subtribus van de Cypripedieae, een tribus van de orchideeënfamilie (Orchidaceae)
Het is een monotypische groep, met slechts één geslacht, en ongeveer 47 soorten.
De subtribus telt één Europese soort, het vrouwenschoentje (Cypripedium calceolus).

## Systematiek
- Geslachten:
  - Cypripedium

Tribus: Cypripedieae 

Subtribus: Cypripediinae · Geslacht: Cypripedium 

Subtribus: Paphiopedilinae · Geslacht: Paphiopedilum 

Tribus: Mexipedieae 

Subtribus: Mexipediinae · Geslacht: Mexipedium 

Tribus: Phragmipedieae 

Subtribus: Phragmipediinae · Geslacht: Phragmipedium 

Tribus: Selenipedieae 

Subtribus: Selenipediinae · Geslacht: Selenipedium